# Reaching for the Moon
Pour plus de détails, voir Fiche technique et Distribution.
Reaching for the Moon (Flores Raras, en français : Fleurs rares) est un film biographique brésilien produit et réalisé par Bruno Barreto, sorti en 2013.

## Synopsis
À Rio de Janeiro, dans les années 1950-60, la relation amoureuse de la poétesse Elizabeth Bishop (Miranda Otto) et de l'architecte Lota de Macedo Soares (Glória Pires).

## Fiche technique
- Titre original : Flores Raras
- Titre français : Reaching for the Moon
- Réalisation : Bruno Barreto
- Scénario : Matthew Chapman et Carolina Kotscho, d'après le roman Flores Raras, Banalíssimas de Carmen L. Oliveira
- Direction artistique : José Joaquim Salles
- Costumes : Marcelo Pies et Mary Jane Marcasiano
- Photographie : Mauro Pinheiro Jr.
- Montage : Leticia Giffoni
- Musique : Marcelo Zarvos (en)
- Production : Paula Barreto et Lucy Barreto
- Sociétés de production : Globo Filmes et LC Barreto Productions
- Sociétés de distribution : Brésil, Globo Filmes
- Format : couleur - 1.85 : 1 - Dolby numérique - 35 mm
- Pays d’origine :  Brésil
- Langue originale : portugais, anglais
- Durée : 118 minutes
- Genre : biographique
- Dates de sortie :
  - Allemagne : 9 février 2013 (Berlinale 2013)
  - Brésil : 29 mars 2013
  - France : 20 août 2014

## Distribution
- Miranda Otto : Elizabeth Bishop
- Glória Pires : Lota de Macedo Soares
- Tracy Middendorf : Mary
- Lola Kirke : Margaret Bennett
- Marcio Ehrlich : José Eduardo Macedo Soares
- Marcello Airoldi : Carlos Lacerda
- Treat Williams : Robert Lowell
- Luciana Souza : Joana
- Tânia Costa : Dindinha
- Marianna Mac Nieven : Malu

## Distinctions

### Nominations et sélections
- Festival du film de Tribeca 2013